# Matthias Svenonis Norbergius
Matthias Svenonis Norbergius, född februari 1653 i Norrköping, död 23 mars 1706 i Svanshals socken, Östergötlands län, var en svensk präst i Svanshals församling.

## Biografi
Matthias Svenonis Norbergius föddes i februari 1653 i Norrköping. Han var son till skräddaren därstädes. Han blev 1674 student vid Uppsala universitet, Uppsala och prästvigdes 1680. Norbergius blev 1680 rektor i Vadstena och kyrkoherde i Orlunda församling, Orlunda pastorat. Han blev 1693 kyrkoherde i Svanshals församling, Svanshals pastorat. Norbergius avled 23 mars 1706 i Svanshals socken.
Norbergius var bror till kyrkoherden Johannes Svenonis Norbergius.

### Familj
Norbergius gifte sig med Anna Hemmingia. Hon var dotter till kyrkoherden Ericus Hemmingius och Elisabeth Jacobsdotter Wittman i Svanshals socken. De fick tillsammans barnen Christina och Elisabeth.